# Gaspar Roig
Gaspar Roig (Blanes, 14 ? - ?) fou un orguener.
Natural de Blanes, actuà com a constructor i mantenidor d'orgues a la capital barcelonesa, a les terres gironines, mallorquines i a la Catalunya Nord. L'any 1513 va treballar a l'orgue de Santa Maria del Mar de Barcelona. Més tard, l'any 1524 modificava l'orgue de Sant Mateu de Perpinyà i l'any 1526, apareix documentat en un assumpte relacionat amb l'orgue de Sant Nicolau a Mallorca. Abans de l'atac turc de l'any 1543 a Palamós a mans del pirata Baba Aruj “Barbarroja”, Gaspar Roig actuà en l'orgue renaixentista de l'església de Santa Maria de Palamós. El seu desplaçament a Mallorca es corrobora a partir de l'any 1544 a diferents intervencions en els orgues de l'església de Santa Eulàlia.
Els Roig foren una nissaga d'orgueners i organistes que foren molt coneguts al llarg del segle XVI. També formen part d'aquesta família fusters i entalladors, oficis relacionats amb l'orgueneria.
Pere Roig, fill de Gaspar Roig, estava especialitzat en entallar la fusta. Aquests mestres “treballaven de forma paral·lela i simultània les estructures de retaules, les cadires de cors i els mobles per a orgues”.
A la segona meitat del segle xvii, apareixen diversos orgueners amb aquest cognom, Joan Gaspar Roig i Geroni Roig.